# (37654) 1994 JQ6
(37654) 1994 JQ6 est un astéroïde de la ceinture principale découvert en 1994.

## Description
(37654) 1994 JQ6 a été découvert le 4 mai 1994 à l'observatoire de Kitt Peak, situé dans l'Arizona (États-Unis), par le projet Spacewatch de l’université de l'Arizona.

### Caractéristiques orbitales
L'orbite de cet astéroïde est caractérisée par un demi-grand axe de 2,67 ua, un périhélie de 2,33 ua, une excentricité de 0,13 et une inclinaison de 2,14° par rapport à l'écliptique. Du fait de ces caractéristiques, à savoir un demi-grand axe compris entre 2 et 3,2 ua et un périhélie supérieur à 1,666 ua, il est classé, selon la JPL Small-Body Database, comme objet de la ceinture principale.

### Caractéristiques physiques
(37654) 1994 JQ6 a une magnitude absolue (H) de 15,5 et un albédo estimé à 0,264.